# Prix Historia
Le prix Historia est un prix créé par la revue Historia en 2010. Destiné à récompenser l'auteur d'un travail historique, il est décerné chaque année et comporte plusieurs catégories. Le groupe bancaire BNP Paribas est partenaire du prix depuis sa création.

## Historique
Depuis 2010, la revue Historia décerne des prix récompensant des ouvrages, des expositions, des films ou des jeux vidéo mettant particulièrement la discipline historique en valeur. Le prix Historia est institué en 2010 sous la direction de François Pinault, dont la holding financière Artémis est à cette période propriétaire d'Historia via la société Sophia Publications.
Un prix Historia avait été créé en 1961 par Maurice Dumoncel (1919-2013), président-directeur général des éditions Tallandier et petit-fils du fondateur Jules Tallandier ; à cette époque et jusque dans les années 1990, la revue Historia appartenait en effet à Tallandier avant la fragmentation de la maison d'édition. L'actuel prix Historia ne succède pas au prix de 1961 disparu en 1978,.

## Catégories et lauréats

### Prix Historia 2010
- Livres
  - Prix de la biographie historique : Christine de Pizan de Françoise Autrand, Fayard
  - Prix du roman historique : Dix-mille guitares de Catherine Clément, Gallimard
  - Prix du roman policier historique : Maître des âmes de Peter Tremayne, 10-18, Grands détectives
  - Prix de la bande dessinée historique : La Mort des rois (t. 4 de Le Trône d'argile) de Nicolas Jarry, France Richemond, Theo et Lorenzo Pieri[3]

### Prix Historia 2011
- Livres
  - Prix de la biographie historique : Louis-Napoléon prisonnier de Juliette Glikman, Aubier
  - Prix du roman historique : Les Trois Saisons de la rage de Victor Cohen Hadria, Albin Michel
  - Prix du roman policier historique : La baronne meurt à cinq heures de Frédéric Lenormand, Jean-Claude Lattès
  - Prix de la bande dessinée historique : La Mort de Staline (t.1, Agonie) de Fabien Nury et Thierry Robin, Dargaud
- Autres
  - Prix spécial du jury : le film Le Discours d’un roi de Tom Hooper

### Prix Historia 2012
- Livres
  - Prix de la biographie historique : La Grandeur. Saint-Simon de Jean-Michel Delacomptée, Gallimard
  - Prix du roman historique : Les Tribus du roi d'Alain Dubos, Presses de la Cité
  - Prix du roman policier : Hilarion. L'Énigme des fontaines mortes de Christophe Estrada, Actes Sud
  - Prix de la bande dessinée historique : Tramp. Le Cargo maudit de Jean-Charles Kraehn et Patrick Jusseaume, Dargaud
  - Prix du livre jeunesse : Esclaves et Négriers de Max Guérout, Fleurus, coll. Voir
  - Prix spécial du jury : Carnets d'Orient de Jacques Ferrandez, Casterman
- Autres
  - Prix du jeu vidéo :  Assassin's Creed Revelations, Ubisoft
  - Prix de l'exposition : Pierre Fournié, commissaire d'exposition, conservateur général du Patrimoine, responsable de l’action culturelle aux Archives nationales — Jean-Marc Berlière, commissaire d'exposition, professeur émérite, chercheur au CNRS, pour l'exposition Tous fichés
  - Prix de l'inattendu : 17 octobre 1961, la nuit oubliée d’Olivier Lambert et Thomas Salva, Doc Side Stories
  - Prix du bug de l'histoire : les technocrates de l'Éducation nationale

### Prix Historia 2013
- Livres
  - Prix de la biographie historique : François-Ferdinand d’Autriche de Jean-Paul Bled, Tallandier
  - Prix du roman historique : Je te vois reine des quatre parties du monde de Alexandra Lapierre, Flammarion
  - Prix du roman policier historique : Messe noire d'Olivier Barde-Cabuçon, Actes Sud
  - Prix de la bande dessinée historique : La Guerre des amants. Rouge Révolution (t.1) de Jack Manini et Olivier Mangin, Glénat
  - Prix du livre jeunesse : Sophie Scholl : non à la lâcheté de Jean-Claude Mourlevat, Actes Sud junior
- Autres
  - Prix du jeu vidéo : Total War : Rome II, Sega Pegi 16
  - Prix de l’exposition : L’Art en guerre, France 1938-1947. De Picasso à Dubuffet, musée d’Art moderne de la ville de Paris — La Valise mexicaine, Capa, Taro, Chim. Les négatifs retrouvés de la guerre civile espagnole, musée d’Art et d’Histoire du judaïsme
  - Prix de l’inattendu : La Dernière Campagne téléfilm de Bernard Stora
  - Prix du bug de l'histoire : au CRAN pour sa demande d’indemnisation des descendants d’esclaves
  - Prix spécial du jury : au site Paris.3ds.com, Dassault Systèmes

### Prix Historia 2014
- Livres
  - Prix de la biographie historique et de l’essai : Ninon de Lenclos de Michel Vergé-Franceschi, Payot
  - Prix du roman historique : L’Autre Rive du Bosphore de Theresa Révay, Belfond
  - Prix du roman policier historique : Le Dernier Tigre rouge de Jérémie Guez, Éditions 10-18
  - Prix de la bande dessinée historique : La Bataille, scénario de Patrick Rambaud et Frédéric Richaud, dessins d’Ivan Gil, Dupuis
  - Prix du livre jeunesse : Ma petite histoire de l’Art d’Eva Bensard et Fansoua, Place des Victoires jeunesse
- Autres
  - Prix du jeu vidéo : Soldats inconnus, de Paul Tumelaire et Yoan Fanise, Ubisoft
  - Prix de l’exposition : L’invention du passé - histoire de cœur et d’épée en Europe. 1802-1850, au musée des Beaux-Arts de Lyon : Sylvaine Manuel de Condinguy, responsable des relations avec la presse — Monastère royal de Brou à Bourg-en-Bresse : Magali Briat-Philippe, cconservatrice
  - Prix de l’inattendu : Juifs et musulmans, si loin, si proches de Karim Miské, Arte
  - Prix spécial du jury : le musée du Cheval, château de Chantilly

### Prix Historia 2015
- Livres
  - Prix de la biographie historique : Zénobie : de Palmyre à Rome d’Annie et Maurice Sartre, Perrin
  - Prix du roman historique : La Première Femme nue de Christophe Bouquerel, Actes Sud
  - Prix du roman policier historique : La Fille du bourreau d’Oliver Pötzsch, Jacqueline Chambon, Actes Sud
  - Prix de la bande dessinée historique : Le Caravage (t.1) de Milo Manara, Glénat
  - Prix du livre jeunesse : Le Mystère Velázquez d’Eliacer Cansino, traduit de l’espagnol par Isabelle Gugnon, Bayard
- Autres
  - Prix du jeu vidéo : This War of Mine, 11 Bit Studios
  - Prix de l’exposition : Le XVIIIe siècle, aux sources du design. Chefs-d’œuvre du mobilier, 1650 à 1790, au château de Versailles, d’octobre 2014 à février 2015
  - Prix spécial du jury : la Caverne du pont d’Arc, copie parfaite de la grotte Chauvet
  - Prix du bug de l’histoire : les assassins de la mémoire qui ont sévi à Mossoul et Palmyre

### Prix Historia 2016
- Livres
  - Prix de la biographie historique : Montaigne, la splendeur de la liberté de Christophe Bardyn, Flammarion
  - Prix du roman historique : Today we live d’Emmanuelle Pirotte, Le Cherche midi
  - Prix du roman policier historique : Les Fils d’Odin d’Harald Gilbers, Kero
  - Prix de la bande dessinée historique : L’Épervier (t.9) de Patrice Pellerin, Quadrants
  - Prix du livre jeunesse : La Fée de Verdun de Philippe Nessmann, Flammarion jeunesse
- Autres
  - Prix du jeu vidéo : Far Cry Primal, Ubisoft
  - Prix de l’exposition : Splendeurs et misères. Images de la prostitution, 1850-1910, musée d’Orsay
  - Prix du film historique : Chocolat de Roschdy Zem
  - Prix spécial du jury : au musée Unterlinden de Colmar
  - Prix du bug de l’histoire : les politiques réécrivant et instrumentalisant l’histoire

### Prix Historia 2017
- Non décernés

### Prix Historia 2018
- Livres
  - Prix de la biographie : Vergennes : la gloire de Louis XVI de Bernard de Montferrand, Tallandier
  - Prix du roman historique : Les Bourgeois d’Alice Ferney, Actes Sud
  - Prix du roman policier historique : Mascarade de Ray Celestin, Le Cherche Midi
  - Prix de la bande dessinée historique : Le Premier Homme de Jacques Ferrandez, Gallimard
  - Prix du livre jeunesse : Les Sœurs Hiroshima de Mariko Yamamoto, Bayard Jeunesse  — Petites histoires d’impressionnisme en 50 chefs-d’oeuvre, d’Alain Korkos, la Martinière Jeunesse
- Autres
  - Prix du jeu vidéo : Ken Follett : Les Piliers de la terre, Daedalic Entertainment
  - Prix des nouvelles technologies : L’HistoPad d’Histovery
  - Prix de l’exposition : L'Esprit français, contre-cultures, 1969-1989. Commissaires : Guillaume Désanges et François Piron. La Maison rouge, du 24 février au 21 mai 2017 —  François Ier et l’art des Pays-Bas. Commissaire : Cécile Scailliérez. Musée du Louvre, du 18 octobre 2017 au 14 janvier 2018 (mention spéciale)
  - Prix du film de fiction : Frantz, de François Ozon
  - Prix du documentaire : La Suisse, coffre-fort d’Hitler de Xavier Harel & Olivier Lamour, Little Big Story, France 5
  - Prix du bug de l’histoire : Le repli sur des mémoires identitaires en Europe
  - Prix spécial étranger : Alberto Angela, paléontologue et journaliste à Rai 3
  - Prix spécial du jury : Un village français de Frédéric Krivine, Philippe Triboit & Emmanuel Daucé, France 3

### Prix Historia 2019

#### Livres[4]
- - Prix de la biographie historique : Vercingétorix  par Jean-Louis Brunaux, Gallimard
  - Prix du roman historique :  Femme qui court de Gérard de Cortanze, Albin Michel
  - Prix du polar historique :  L’Abbé Grégoire s’en mêle, d’Anne Villemin Sicherman, La Valette-Editeur
  - Prix de la bande dessinée historique : Le Voyage de Marcel Grob de Philippe Collin et Sébastien Goethals, Futuropolis[5]
  - Prix du livre jeunesse : Cerfs volants d’Eva Bensard, illustrations de Julie Guillem, DLMJ

#### Autres
- - Prix du jeu vidéo : Red Dead Redemption 2 ou l’Amérique retrouvée de Rockstar Games
  - Prix histoire et nouvelles technologies : l’application Sky Boy, à la maison de Georges Clemenceau à Saint-Vincent-sur-Jard
  - Prix de l’exposition : Louis-Philippe et Versailles, château de Versailles, du 6 octobre 2018 au 3 février 2019
  - Prix du documentaire historique : En passant par la IVe de Eric Deroo et Charles Thimon. Réalisé par Eric Deroo. Produit par Gaumont TV et la chaîne Histoire.
  - Prix du film de fiction : Au revoir là-haut d’Albert Dupontel
  - Prix spécial du Jury : Le loto du patrimoine de Stéphane Bern